# ジェネラルクォーターズ
ジェネラルクォーターズ (General Quarters) はアメリカ合衆国で生産された競走馬。G1競走を2勝した。
元学校長という経歴を持つ70歳代のトーマス・マッカーシーが馬主となり、みずから調教師を務めた。

## 経歴

### 2007年（1歳）- 2008年（2歳）
2007年9月に開かれたキーンランド・セプテンバー・イヤリング・セールにおいて、20000ドルで取引された。
2008年5月にクレーミング競走にてデビュー戦を迎え、勝利を挙げたあと、マッカーシーに20000ドルで買われた。7月には重賞競走初挑戦となるバッシュフォードマナーステークス (G3) に出走したが6着で、その後は休養をはさみアローワンス競走を中心に5戦したが2着が最高順位であった。

### 2009年（3歳）
2009年、3歳となっての初戦となった1月のパスコステークス（一般競走）で2着となり、続く2月のサム・F・デービスステークス (G3) で2着に3馬身2分の1の差を付けて重賞競走初勝利を挙げ、3月のタンパベイダービー (G3) 5着を経て、4月のブルーグラスステークスにてG1競走へ初挑戦した。エイバー・コアが初めて騎乗し、11頭立ての8番人気、オッズ14-1（15倍）の評価であったが、当年のレーンズエンドステークス (G2) の勝ち馬で1番人気に支持されていたホールドミーバックを1馬身半差抑えて勝利を挙げた。コアとマッカーシー厩舎はともに同競走初勝利となった。
5月のケンタッキーダービー (G1) ではマッカーシーに注目が集まり、オッズ10-1（11倍）の5番人気で出走したが見せ場を作れず、10着に終わった。続くプリークネスステークス (G1) でも9着だった。その後、休養をはさんで12月の一般戦に出走したが2着に敗れ、3歳シーズンを終えた。

### 2010年（4歳）
2010年は初戦のルイジアナハンデキャップ、続くマインシャフトハンデキャップ (G2) 、ニューオーリンズハンデキャップ (G2) と3戦続けて2着となり勝ちきれない競走が続いていたが、5月1日のWRターフクラシック (G1) では2着のコートヴィジョンにクビ差ながらも勝利を収め、G1競走2勝目を挙げた。6月12日のスティーブンフォスターハンデキャップ (G1) では3着に終わった。その後7月17日のアーリントンハンデキャップ (G3) では6着、8月21日のアーリントンミリオンステークスでは7着と惨敗し、4歳シーズンを終えた。

### 2011年（5歳）以降
5歳となった2011年は6戦したが未勝利だった。クラークハンデキャップで最下位の13着と敗れたのを最後に現役を引退、2012年よりフロリダ州にあるストーンウェル牧場オカラで種牡馬になることが決まった。

## 年度別競走成績
- 2008年（2歳） 7戦1勝
- 2009年（3歳） 7戦2勝
  - 1着 サム・F・デービスステークス (G3)[3] 、ブルーグラスステークス (G1)[5][1]
- 2010年（4歳） 7戦1勝
  - 1着 ターフクラシックステークス (G1)[5][6]
- 2011年（5歳） 6戦0勝

## 血統表
| ジェネラルクォーターズの血統シアトルスルー系／Mr. Prospector 4×5=9.38%、Northern Dancer 5×4=9.38%、Round Table 5×4=9.38%、Secretariat 5×5=6.25%（父内） | ジェネラルクォーターズの血統シアトルスルー系／Mr. Prospector 4×5=9.38%、Northern Dancer 5×4=9.38%、Round Table 5×4=9.38%、Secretariat 5×5=6.25%（父内） | ジェネラルクォーターズの血統シアトルスルー系／Mr. Prospector 4×5=9.38%、Northern Dancer 5×4=9.38%、Round Table 5×4=9.38%、Secretariat 5×5=6.25%（父内） | （血統表の出典）    | （血統表の出典） |
| 父 Sky Mesa 2000 黒鹿毛 | 父の父Pulpit 1994 鹿毛 | A.P. Indy | Seattle Slew        | Seattle Slew     |
| 父 Sky Mesa 2000 黒鹿毛 | 父の父Pulpit 1994 鹿毛 | A.P. Indy | Weekend Surprise    |                  |
| 父 Sky Mesa 2000 黒鹿毛 | 父の父Pulpit 1994 鹿毛 | Preach | Mr. Prospector      | Mr. Prospector   |
| 父 Sky Mesa 2000 黒鹿毛 | 父の父Pulpit 1994 鹿毛 | Preach | Narrate             |                  |
| 父 Sky Mesa 2000 黒鹿毛 | 父の母Caress 1991 黒鹿毛 | Storm Cat | Storm Bird          | Storm Bird       |
| 父 Sky Mesa 2000 黒鹿毛 | 父の母Caress 1991 黒鹿毛 | Storm Cat | Terlingua           |                  |
| 父 Sky Mesa 2000 黒鹿毛 | 父の母Caress 1991 黒鹿毛 | La Affirmed | Affirmed            | Affirmed         |
| 父 Sky Mesa 2000 黒鹿毛 | 父の母Caress 1991 黒鹿毛 | La Affirmed | La Mesa             |                  |
| 母 Ecology 2001 芦毛 | 母の父Unbridled's Song 1993 芦毛 | Unbridled | Fappiano            | Fappiano         |
| 母 Ecology 2001 芦毛 | 母の父Unbridled's Song 1993 芦毛 | Unbridled | Gana Facil          |                  |
| 母 Ecology 2001 芦毛 | 母の父Unbridled's Song 1993 芦毛 | Trolley Song | Caro                | Caro             |
| 母 Ecology 2001 芦毛 | 母の父Unbridled's Song 1993 芦毛 | Trolley Song | Lucky Spell         |                  |
| 母 Ecology 2001 芦毛 | 母の母Gdansk's Honour 1989 黒鹿毛 | Danzig | Northern Dancer     | Northern Dancer  |
| 母 Ecology 2001 芦毛 | 母の母Gdansk's Honour 1989 黒鹿毛 | Danzig | Pas de Nom          |                  |
| 母 Ecology 2001 芦毛 | 母の母Gdansk's Honour 1989 黒鹿毛 | Royal Honoree | Round Table         | Round Table      |
| 母 Ecology 2001 芦毛 | 母の母Gdansk's Honour 1989 黒鹿毛 | Royal Honoree | Matriarch F-No.16-g |                  |

### 血統背景
- 祖母のいとこ、マニラ（1986年ブリーダーズカップ・ターフなどG1競走6勝、種牡馬）
- 祖母のいとこ、ステートリードン（1987年セクレタリアトステークス、種牡馬）
- 半弟、エーシントップ（2012年京王杯2歳ステークス、2013年シンザン記念、ニュージーランドトロフィー勝ち馬）